# Замок Паркс
Замок Паркс (англ. Parke’s Castle, Newtown Castle) – замок Парка, замок Ньютаун, замок Нового Города – один из замков Ирландии, расположен в графстве Литрим, на берегах озера Лох-Гилл. Замок по сути является заповедником времен «Плантации Ольстера» - англо-шотландской колонизации Ирландии XVII века.

## История
Замок Паркс был построен на месте более древнего замка, принадлежавшего ирландскому клану О'Рурк (Ви Руайрк), датируемого началом XV века. Эти земли захватил английский колонист Роберт Парк в 1610 году после завершения завоевания Ирландии Англией и построил здесь новый замок. Древние стены были в своей основе сохранены – пятиугольные в плане. Но древняя башня была разрушена и построена новая. В восточной стороне замка была построена новая трехэтажная усадьба, были построены новые трубы и окна. 
Один из двух круглых флангов охраняет северную стену. Другой – защищает ворота, ведущие к основному корпусу. Во внутреннем дворе есть каменные здания, крытый колодец. В задней части замка  есть ворота, ведущие к озеру. В XVII веке уровень воды в озере был на 3 м выше нынешнего и вода подходила к самым стенам замка. Озеро было соединено со рвом, окружающим замок. 

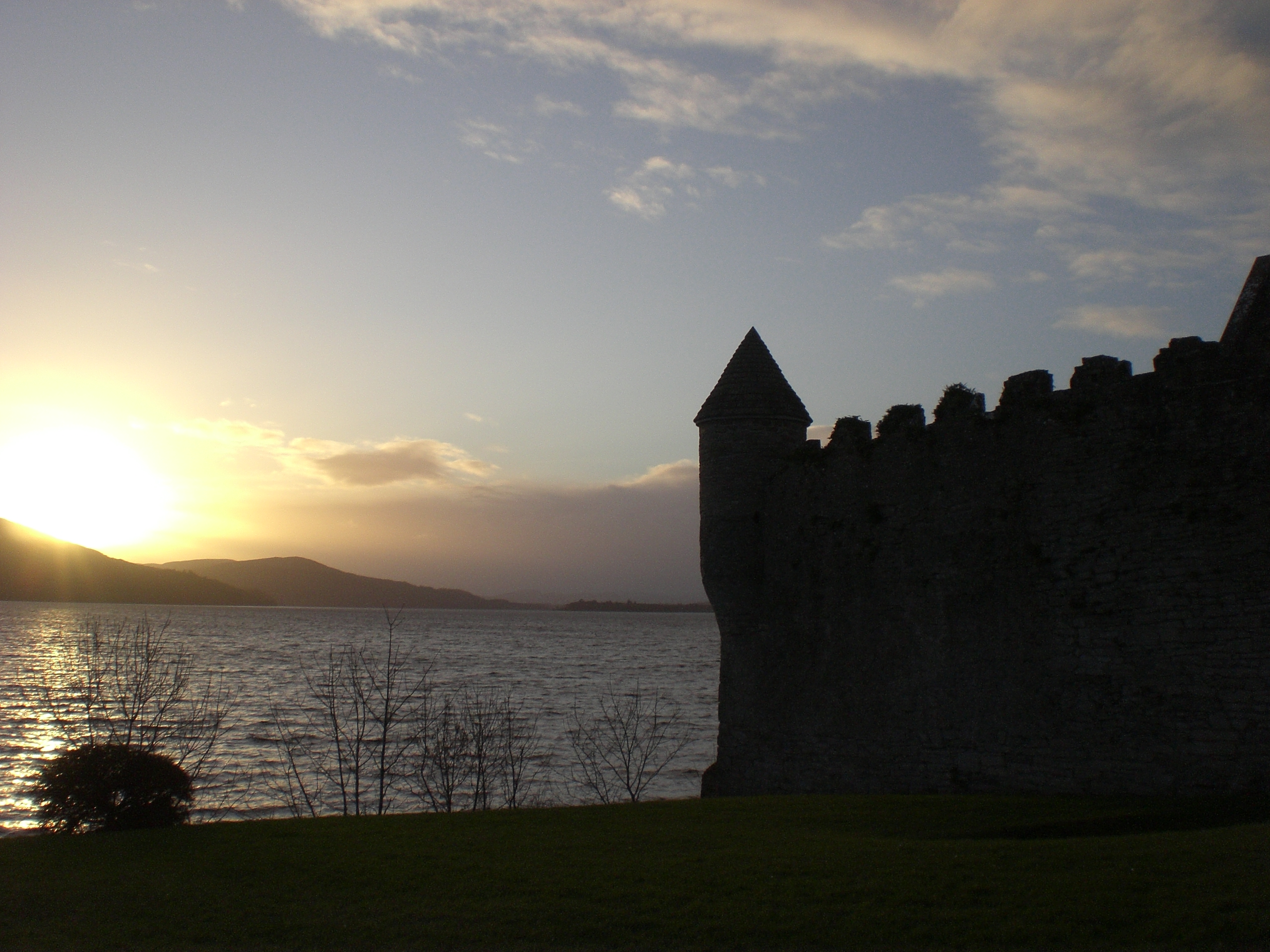
Закат у замка Паркс и озера Лох-Гилл.

Раскопки в 1972—1973 годах открыли основу древнего замка и башни клана О'Рурк под брусчаткой двора замка. Сейчас эти фундаменты доступны для осмотра. Именно в этой башне находился Франсиско де Квельяр – офицер «Непобедимой армады» испанского флота, корабль которого разбился у берегов Ирландии. Здесь он общался с владельцем замка – сэром Брайаном О'Рурком. Позже Франциско де Квельяр, вернувшись на родину, писал: "Хотя этот вождь является дикарем, он хороший христианин и враг еретиков, и ведет с ними постоянную войну". О'Рурк был захвачен в английский плен, обвинен в «государственной измене» и казнен в Лондоне в 1591 году. Роберт Парк, который впоследствии приобрел эти конфискованные земли, оставался жить в Ньютауне, замок Паркс в основном стоял пустым. 
Недалеко на юго-восток от замка Паркс лежат руины замка Дурой (от ирландского Дубшрайх) - еще одной бывшей крепости клана О'Руайрк Руины замка Дурой расположены на небольшом полуострове на озере Лох-Гилл. Большинство фундаментов и руин этого замка сейчас находятся под землей. Руины замка Дурой расположен на северном побережье Лох-Хилл, недалеко от главной дороги Слайго - Дромгайер (R286).
В конце XX века состоялась масштабная реставрация замка Паркс. Реставрация была осуществлена Управлением общественных работ Ирландии. Были восстановлены окна, деревянные конструкции замка, крыша с использованием техники XVII века. 
Замок Парка расположен на расстоянии 5 км (3 мили) к северо-западу от поселка Дромахайр возле дороги в Слайго (R286), в 12 км (7 милях) от Слайго. Замок открыт для туристов с конца марта до конца сентября. 